# Атерсмит, Чарли
Уи́льям Чарльз А́терсмит Ха́рпер (англ. William Charles Athersmith Harper; 10 мая 1872 — 18 сентября 1910), более известный как Ча́рли А́терсмит (англ. Charlie Athersmith) — английский футболист, крайний правый нападающий. Наиболее известен по выступлениям за бирмингемские клубы «Астон Вилла» и «Смолл Хит», а также за национальную сборную Англии. Пятикратный чемпион Англии и двукратный обладатель Кубка Англии в составе клуба «Астон Вилла».

## Клубная карьера
Уроженец Блоксуича (графство Стаффордшир), Атерсмит играл за любительские футбольные клубы «Уолсолл Роуд Каунсел Скул», «Блоксуич Уондерерс», «Блоксуич Строллерс» и «Солтли Юнити Гэз Депоу». В феврале 1891 года стал игроком бирмингемского клуба «Астон Вилла». 9 марта 1891 года дебютировал в основном составе «Виллы» в матче Первого дивизиона против «Престон Норт Энд». Пять дней спустя он сделал хет-трик в матче против «Вулверхэмптон Уондерерс». Атерсмит выступал за позиции крайнего правого нападающего, сформировав атакующую связку с Джеком Деви. Британские репортёры конца XIX века описывали Атерсмита как «вероятно, самого быстрого игрока, когда-либо игравшего за „Астон Виллу“». Также отмечалось, что из-за скоростных забегов Атерсмит часто попадал в положение «вне игры», иногда по вине «невнимательных и некомпетентных» судей.
12 ноября 1894 года матч Первого дивизиона между «Виллой» и «Шеффилд Юнайтед» с участием Атерсмита прошёл под ледяным дождём. Игрокам «Виллы» была доступна сухая одежда и горячие напитки, тогда как гости не имели подобных привилегий. Так, вратарю «Шеффилд Юнайтед» Уильяму Фулку и ряду других игроков гостевой команды потребовалась медицинская помощь из-за переохлаждения, и к концу матча на поле играло только шесть игроков «Шеффилда». При этом игрок «Виллы» Джек Деви надел пальто, а Атерсмит играл под зонтом, который ему дал один из зрителей, но уже после матча в раздевалке потерял сознание. Был слух, что Атермсит забил гол, играя под зонтом, но это не подтверждается фактами.
Атерсмит пять раз становился чемпионом Англии в составе «Виллы» (в сезонах 1893/94, 1895/96, 1896/97, 1898/99, 1899/1900). Также выиграл два Кубка Англии (в 1895 и 1897). В сезоне 1896/97 помог команде выиграть «дубль» (победа в чемпионате и кубке). Свою последнюю игру за «Виллу» он провёл 17 апреля 1901 года (против «Ньюкасл Юнайтед»). В общей сложности провёл за клуб 308 матчей и забил 85 голов.
В сентябре 1901 года Атерсмит перешёл в другой бирмингемский клуб «Смолл Хит». Он выступал за «синих» четыре сезона, сыграв 106 матчей и забив 13 голов.

## Карьера в сборной
5 марта 1892 года дебютировал за сборную Англии в матче против сборной Ирландии. Всего провёл за сборную Англии 12 матчей и забил 3 гола (все 3 — в матчах против Ирландии). Последнюю игру за сборную провёл 7 апреля 1900 года (против сборной Шотландии).
Также провёл 9 матчей и забил 4 гола за сборную Футбольной лиги.

## Достижения
Астон Вилла
- Чемпион Англии (5): 1893/94, 1895/96, 1896/97, 1898/99, 1899/1900
- Обладатель Кубка Англии (2): 1895, 1897

Сборная Англии
Победитель Домашнего чемпионата Британии (3): 1892, 1898, 1899

## После завершения карьеры игрока
С июня 1907 по май 1909 года работал в тренерском штабе клуба «Гримсби Таун».
Помимо футбола увлекался бегом. Выступал на дистанциях от 100 ярдов до 1 мили.
Умер 18 сентября 1910 года в возрасте 38 лет.